# Krypta

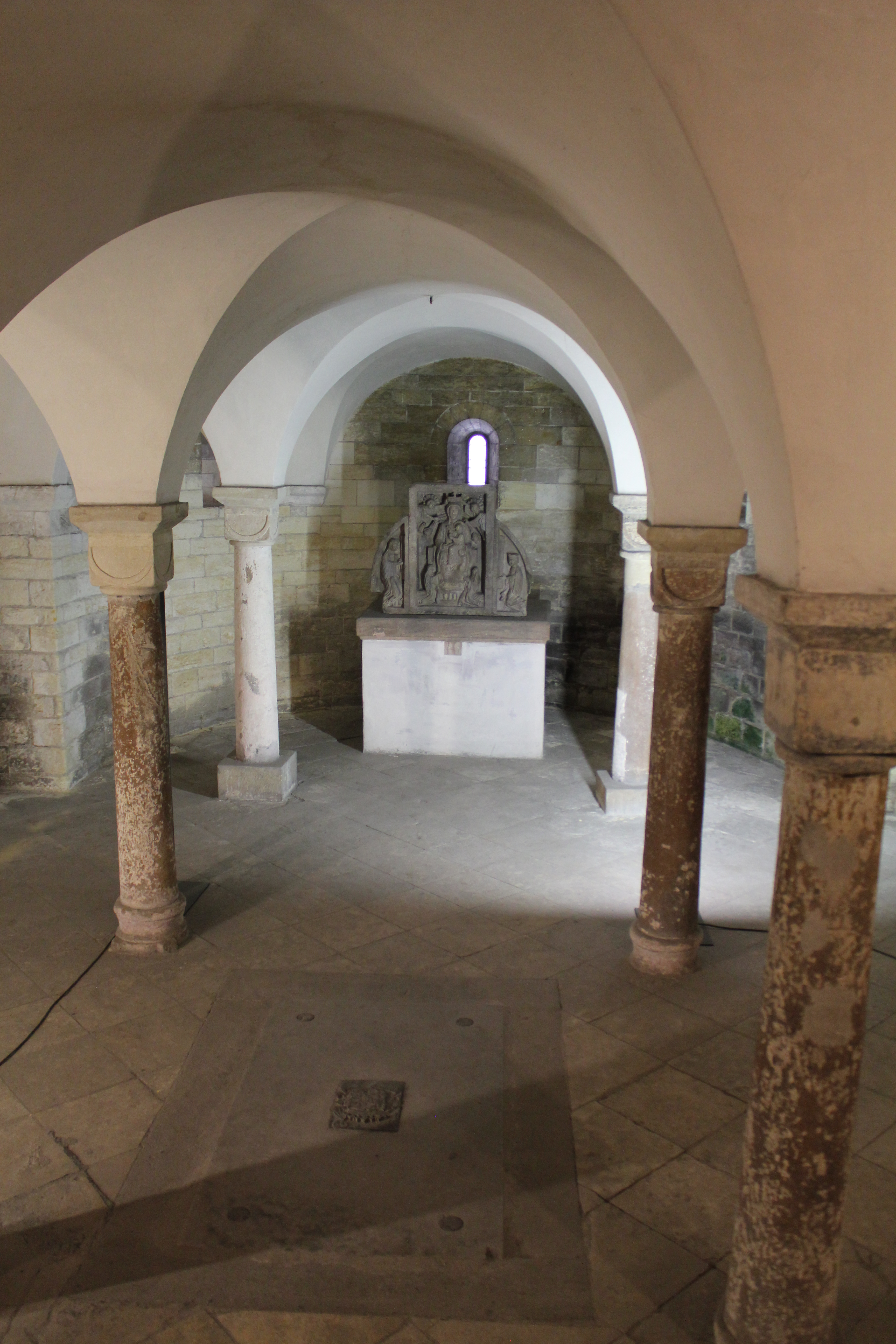
Krypta baziliky sv. Jiří na Pražském hradě

Krypta (přes lat. crypta z řec. krypté, franc. cryptes, skrytá chodba či kaple) je obvykle podzemní klenutá kaple pod kostelem, nebo chodba s galerií hrobů v katakombách, kde byli pohřbeni světci, panovníci či jiné významné duchovní nebo s církví spjaté osoby.

## Dějiny
Krypta je klenutý a věřícím přístupný prostor pod kostelem nebo katedrálou, kde byl hrob světce, jemuž byl kostel zasvěcen. Později se v kryptách pohřbívali i biskupové nebo panovníci. Nejstarší zachované krypty pocházejí z raně křesťanských katakomb v Římě a další ze 6. století pod bazilikou sv. Petra v Římě, v severní Africe, také ve Španělsku). Kryptu může tvořit pouze malý prostor s hrobem světce pod hlavním oltářem. 
V románské době měl kryptu každý větší kostel, nejčastěji pod kněžištěm (presbytářem). Někdy bylo kněžiště vyvýšené a krypta tak pod tzv. vysokým chórem tvořila poměrně vysoký prostor podzemní kaple, klenutý dvěma i více řadami sloupů (tzv. halová krypta). Krypty v 11.-13. století běžně sloužily jako pohřební kaple, kde se sloužily bohoslužby za tam pohřbené. Kostel této dispozice se nazývá podvojný. 
V pozdně gotické době krypty mizí, někdy bývají nahrazovány karnerem. Objevují se opět v upravené podobě v baroku a později, a to jako běžně nepřístupné hrobky.

## Obrázky

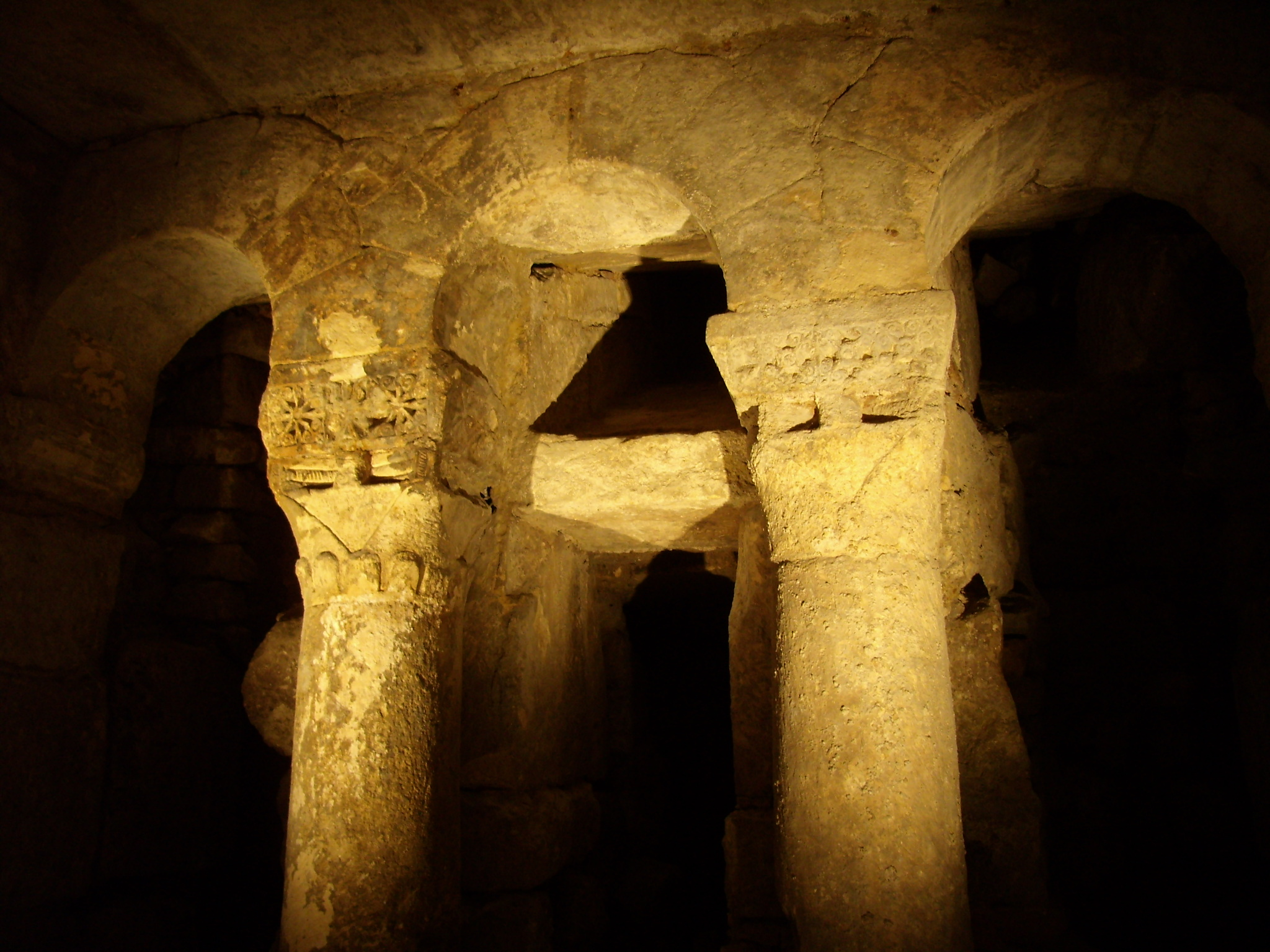
Krypta sv. Antolína v Palencii

Na obrázku vpravo je nejstarší část vizigótské krypty z 2. poloviny 7. století v katedrále v Palencii v severozápadním Španělsku, kde je pohřben místní patron, mučedník sv. Antolín, nebo sv. Antonín z Pamiers). Při přestavbách v 11. a 12. století byla krypta rozšířena, takže vznikl podzemní kostel, část s hrobem světce ale byla zachována.

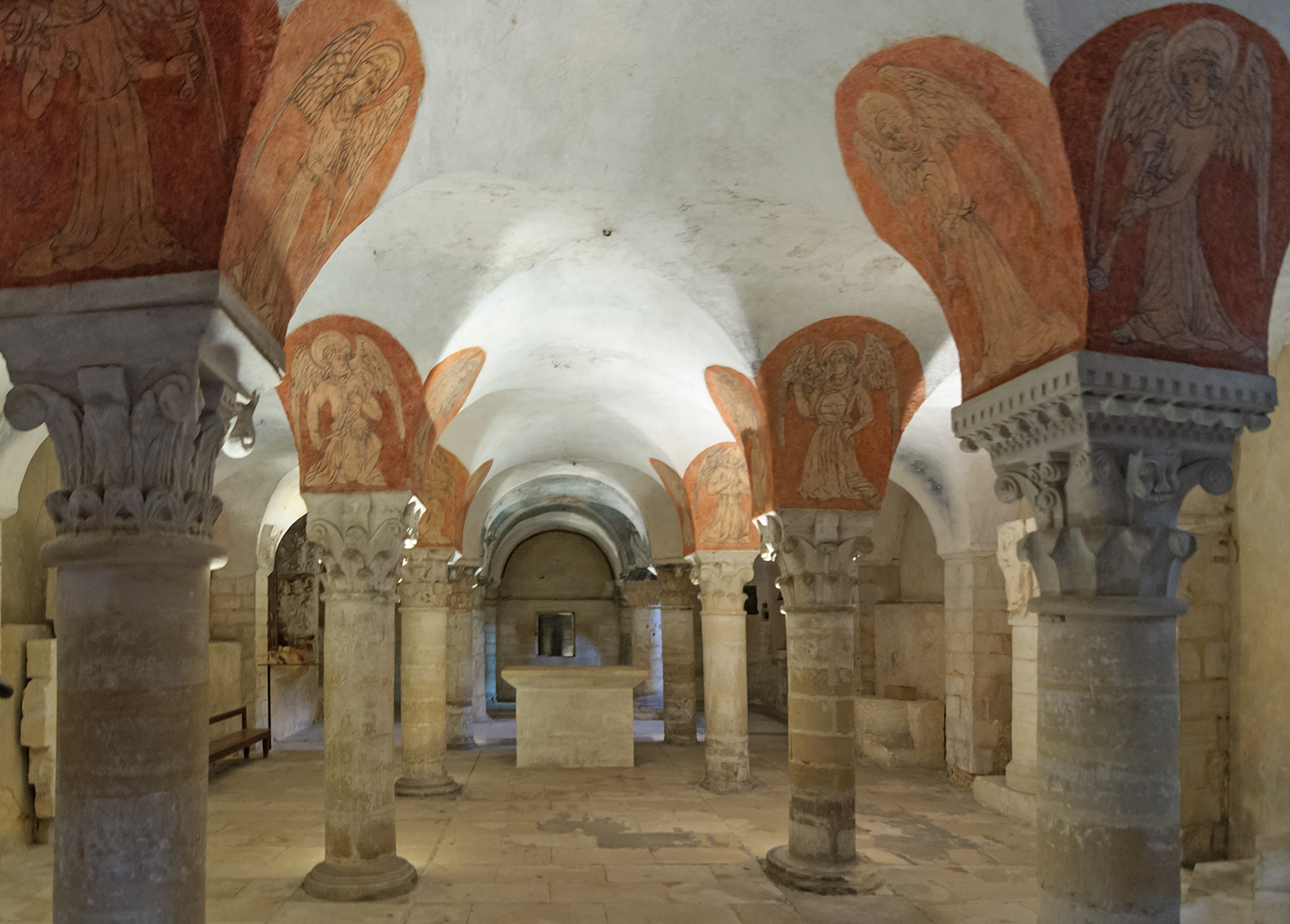
Krypta v Bayeux (Normandie)

Na druhém obrázku je klasická románská halová krypta pod katedrálou v Bayeux v severní Francii (Normandie), vystavěná za Viléma Dobyvatele a posvěcená roku 1077.

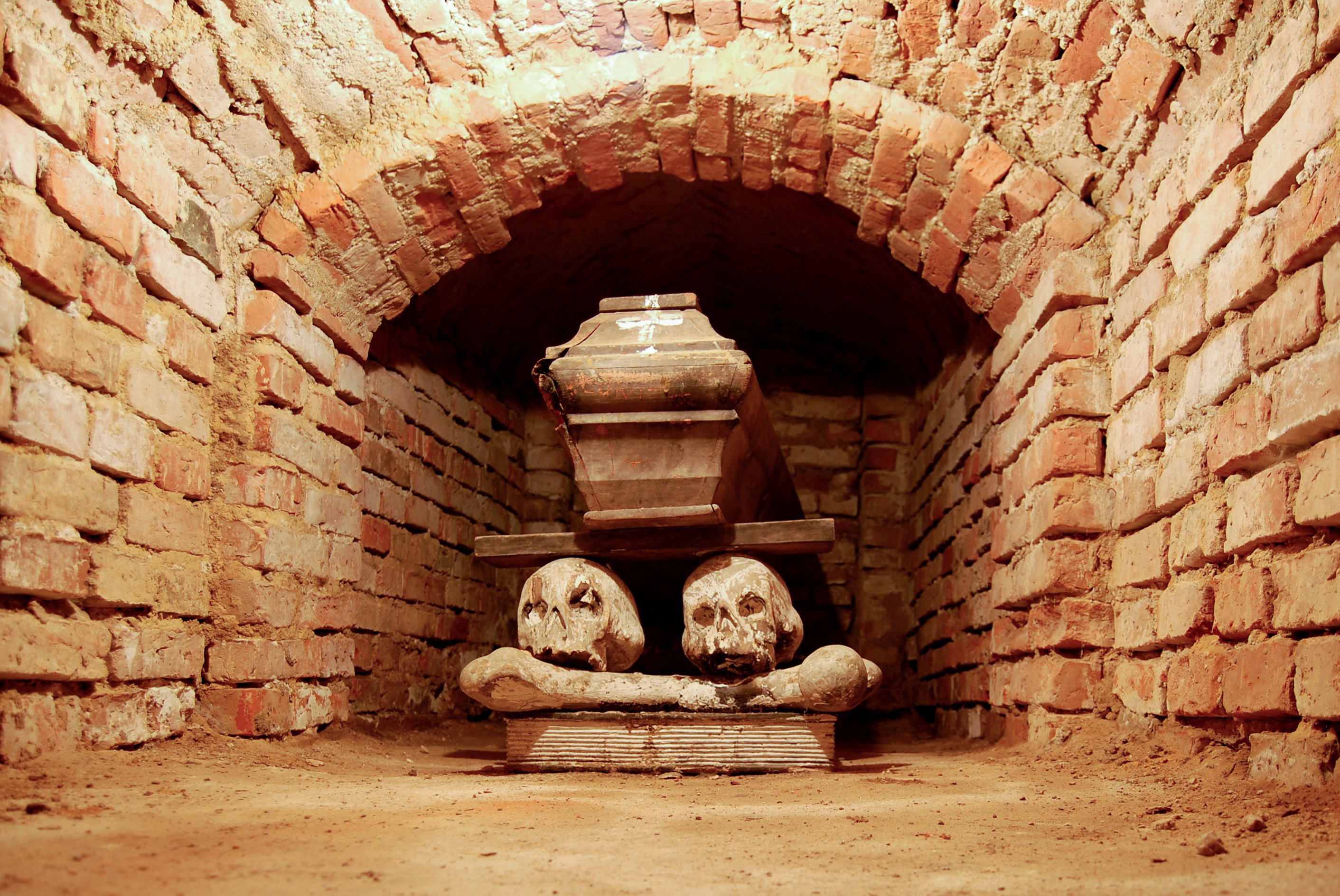
Barokní pohřební krypta v kostele ve vsi Wola Gułowska v Lublinském vojvodství v Polsku

## Krypty v Česku
V českých zemích se dochovalo několik románských krypt. K nejstarším, z poloviny 11. století patří částečně zachovalá krypta pod  kostelem břevnovského kláštera, krypta pod vysokým chórem baziliky sv. Jiří na Pražském hradě nebo pod bazilikou sv. Václava ve Staré Boleslavi. Další románské krypty se dochovaly pod klášterním kostelem v Doksanech, v Louce u Znojma. Z raně gotické doby pochází například krypta kostela sv. Štěpána v Kouřimi. 
Barokních krypt a hrobek je již velké množství, zpravidla bývaly zazděné. K největším v Čechách patřila krypta pod kostelem Nejsv. Salvátora v Klementinu, stále přístupné bývaly krypty kapucínů, například u karmelitánů pod kostelem Panny Marie Vítězné v Praze na Malé Straně.